# Joan Güell i Ferrer
Joan Güell i Ferrer (Torredembarra, 3 de març de 1800 – Barcelona, 22 de novembre de 1872) fou un economista i industrial català.

## Biografia

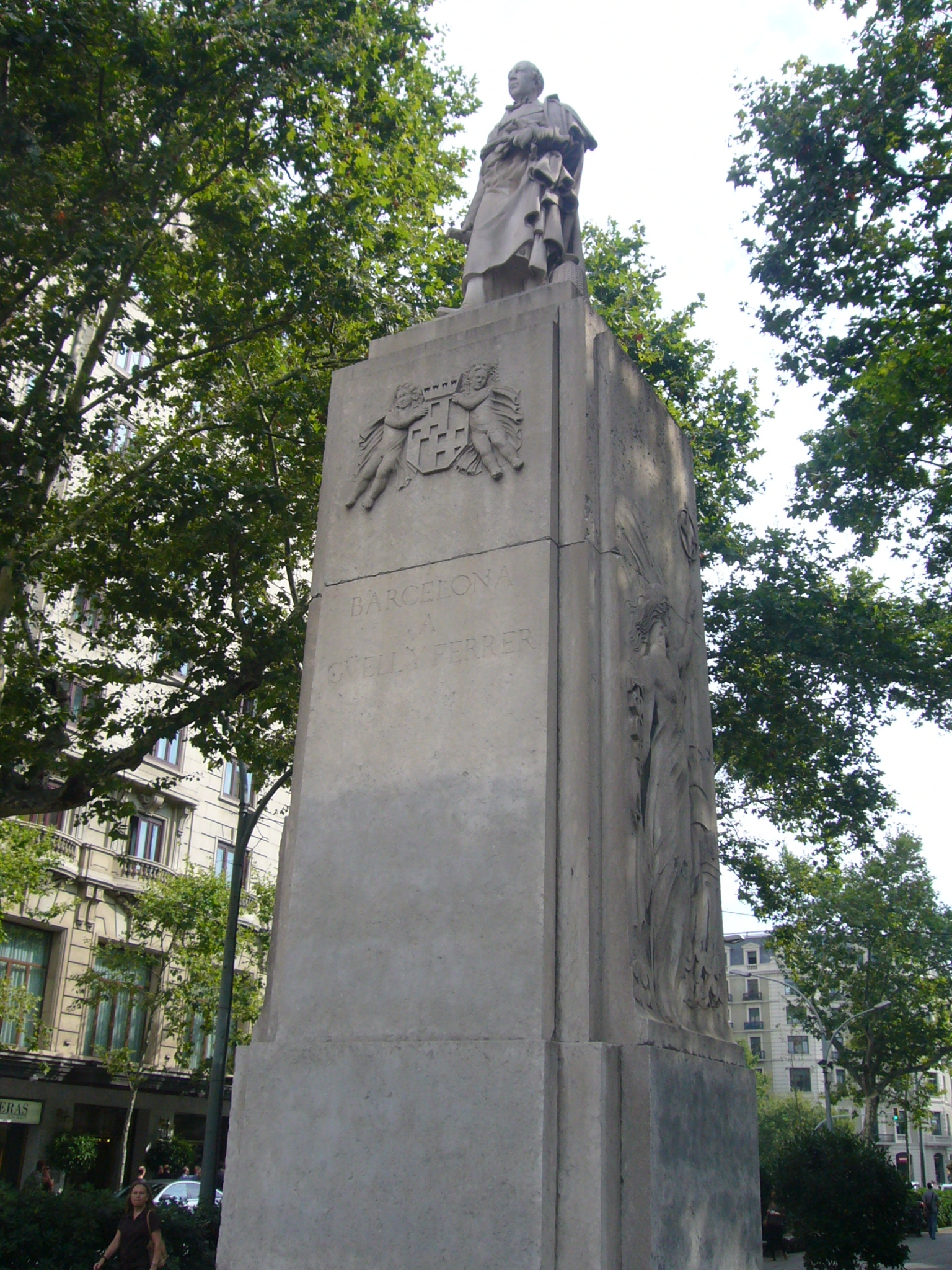
Monument a Joan Güell i Ferrer, a la Gran Via de les Corts Catalanes, Barcelona

Era fill del comerciant català establert a la República Dominicana, Pau Güell i Roig (1769-1818), que es va arruïnar a causa de la inestabilitat política a l'illa, i de Rosa Ferrer. El 1809 havia començat a treballar al magatzem del pare on aprèn de tot: des de mosso fins a comptable però tornà a Catalunya el 1816 per a estudiar de pilot a l'Escola de Nàutica de Barcelona.
El 1818 marxà a Cuba, on es va fer ric i el 1821 esdevingué el cap de l'associació d'empreses de l'Havana dedicades a la importació i exportació. El 1835 va tornar a Barcelona per a invertir la seva fortuna i fou membre de la Junta de Comerç de Barcelona, on fou deixeble d'Eudald Jaumeandreu i Triter. Així el 1839 va fundar La Barcelonesa, foneria de ferro dedicada a la construcció de maquinària tèxtil que posteriorment s'integrà en La Maquinista Terrestre i Marítima, mentre el 1840 instal·lava una petita fàbrica tèxtil a Martorell i creava a Sants la fàbrica coneguda com a Vapor Vell, dedicada a la fabricació de vellut, pana i cotó, i que esdevindrà una de les més importants del país.
El 7 de novembre de 1845 es casà amb Francesca Bacigalupi i Dulcet, que va morir el 4 de gener de 1847 a conseqüència del part del seu únic fill, Eusebi Güell i Bacigalupi, nascut el 15 de desembre de 1846. Aleshores va anar un temps a Anglaterra per tal d'estudiar el procés de fabricació de la pana El 1847 formà part de la direcció de la Junta de Fábricas i el 1848 fundà Güell, Ramis i Companyia, alhora que feia construir el Vapor Vell de Sants.
El 1849 va fundar l'Institut Industrial de Catalunya i el diari El Bien Público on també hi col·laborava el jove Manuel Duran i Bas, i des del que defensava les idees proteccionistes. El 1850 es casà amb la seva cunyada Camila Bacigalupi i Dulcet, que també va morir aviat, el 27 de setembre de 1853, tres dies després del part de la seva filla Josefina Güell i Bacigalupi, nascuda el 24 de setembre.
Cap al 1851 posseïa un total de 200 telers mecànics i una plantilla de 360 treballadors. La inestabilitat política provocada per la vicalvarada i l'esclat del conflicte de les selfactines el 1854, així com l'assassinat del seu soci Josep Sol i Padrís en la vaga de juliol de 1855, el van impulsar a marxar un temps cap a Lleida, on va modernitzar una explotació agrària. Al seu retorn va participar en la fundació de la Maquinista Terrestre i Marítima en uns terrenys a la Barceloneta.
A les eleccions de 1857 i 1858 fou elegit diputat a Corts Espanyoles per la Unió Liberal pel districte de la Llotja de Barcelona. També fou regidor de l'ajuntament de Barcelona i senador el 1862. També fundà i presidí el Cercle Hispà Ultramarí, des del qual s'oposava a la independència de Cuba en nom dels interessos dels empresaris espanyols. Atès que aquella entitat exercí també de grup de pressió antiabolicionista i que Güell en fou president, hi ha disputes historiogràfiques sobre quin rol jugà tant ell com la seva nissaga pel que fa al comerç d'esclaus —se l'ha vinculat en documentals i polèmiques socials com un dels esclavistes històrics catalans. Després de la revolució de 1868 s'erigí en el defensor del proteccionisme econòmic en nom dels burgesos catalans, i amb aquesta finalitat el 1869 va fundar amb Pere Bosch i Labrús el Foment de la Producció Nacional, antecedent del Foment del Treball Nacional.
Enterrat al Cementiri del Poblenou (Dep. II, A.C. 55), el 1955 les seves restes foren portades al Monestir de Pedralbes.

## Família
Joan Güell era fill de Pau Güell i pare d'Eusebi Güell, I comte de Güell. Alhora, era avi d'Isabel Güell, Maria Lluïsa Güell, Joan Antoni Güell, II comte de Güell, Eusebi Güell, II vescomte de Güell, i Santiago Güell, I baró de Güell. També és besavi d'Eusebi Güell i Jover, III marquès de Gelida, i rebesavi de Carles Güell de Sentmenat.
Era consogre de Josep Ferrer i Vidal, de Concepció Soler i Serra i d'Antoni López i López, I marquès de Comillas, Gran d'Espanya, així com sogre de Josep Ferrer-Vidal i Soler, I marquès de Ferrer-Vidal.
També era ressogre de Josep Bertran i Musitu i de Francesc de Moxó i de Sentmenat.

## Pensament econòmic
Influït per les idees proteccionistes de Henry Charles Carey i Friedrich List va impulsar i protegir el procés d'industrialització basant-se en el nivell d'ocupació, el consum i l'estalvi. Definia la funció de producció pels dèficits o superàvits en el comerç exterior i no pas en l'intercanvi de serveis, cosa que l'oposava a l'escola de Manchester i a Frédéric Bastiat.
Fou un dels primers economistes a calcular la balança comercial interior de Catalunya el 1853, sortint-ne un petit superàvit a favor del territori no català. També criticà les finances públiques espanyoles i acusà al govern espanyol de manca de racionalitat econòmica, defensant com a model econòmic a seguir el de producció capitalista.

## Obres
- Comercio de Cataluña con las demás provincias de España... (1853)
- Examen de la crisis actual (1866)
- Rebelión cubana (1871)
- Escritos económicos (reculls pòstums, 1880)

## Fons personal
Part del fons personal de Joan Güell i Ferrer es conserva a l'Arxiu Històric de la Ciutat de Barcelona. Està integrat per documents que aborden, entre d'altres, temes vinculats al comerç (duanes i aranzels, lliure comerç), al consum, a l'activitat política (Corts i Senat), a països estrangers i correspondència diversa.

## Premis i reconeixements
- Un retrat seu forma part de la Galeria de Catalans Il·lustres de l'Ajuntament de Barcelona.[13]